# Войска НКВД по охране тыла
Войска НКВД по охране тыла — формирование, войска НКВД СССР, которые во время Великой Отечественной войны осуществляли охрану и оборону тыла действующей армии и флота.

## История
25 июня 1941 года СНК СССР принял постановление о возложении задач по охране тыла действующей Красной Армии на НКВД СССР. 26 июня 1941 года заместитель наркома внутренних дел генерал-лейтенант Масленников подписал приказ, согласно которому войска НКВД (пограничные войска, а также оперативные войска, конвойные войска, войска НКВД по охране железнодорожных сооружений и особо важных предприятий промышленности (внутренние войска НКВД СССР), оказавшиеся в зоне боевых действий, привлекались к охране тыла действующей армии.
Основу войск по охране тыла составляли пограничные войска (около 70 %). Для руководства деятельностью войск по охране тыла создавались соответствующие управления фронтов. Они сформировались на базе управлений войск западных пограничных округов. Начальниками войск по охране тыла были назначены начальники войск пограничных округов.
Задачами войск по охране тыла были:
- борьба со шпионажем, диверсиями и бандитизмом, дезертирством и мародёрством;
- уничтожение мелких групп противника, просочившихся в тыл действующей армии;
- сбор трофейного и оставленного в тылу войск военного имущества.

Для решения этих задач в войсках по охране тыла была организована заградительная служба, контрольно-пропускная служба и служба охраны порядка.
28 апреля 1942 года в составе Главного управления внутренних войск НКВД СССР было сформировано специальное управление войск по охране тыла действующей армии (вначале его возглавлял генерал-лейтенант А. М. Леонтьев, а затем — генерал-лейтенант И. М. Горбатюк), которое в апреле 1943 года было преобразовано в Главное управление. На 4 мая 1943 года численность войск по охране тыла составляла 62 818 человек личного состава.
В 1944—1945 годах войска по охране тыла в Прибалтике вели борьбу с националистическим подпольем — «лесными братьями», на Западной Украине — с УПА, а на территории Польши — с Армией Крайовой.
После окончания Великой Отечественной войны приказом НКВД № 00805 от 9 июля 1945 года Управления войск НКВД по охране тыла упраздняемых фронтов были выведены в резерв Главного управления войск НКВД по охране тыла Действующей Красной Армии, были сохранены только Управления по охране тыла групп войск. В октябре 1945 года войска были упразднены, личный состав передавался в пограничные и внутренние войска НКВД.

## Отличившиеся воины
- Утин, Василий Ильич, заместитель политрука, комсорг и автоматчик 14-й мотострелковой роты 95-го пограничного полка особого назначения войск НКВД СССР по охране тыла Южного фронта.

 Кавалеры ордена Славы трёх степеней.
- Герасименко, Николай Афанасьевич, старшина, снайпер 91-го пограничного полка НКВД.
- Кизиров, Константин Панастович, ефрейтор, снайпер 25-го пограничного полка войск НКВД по охране тыла.
- Петрунин, Дмитрий Сергеевич, сержант, снайпер 83-го пограничного полка войск НКВД по охране тыла.
- Реджапов, Таджибай, рядовой, снайпер 127-го пограничного полка войск НКВД по охране тыла.